# Jacques Ladsous
Jacques Ladsous, né le 18 mars 1927 à Charleval dans l'Eure, mort le 16 avril 2017 , est un pédagogue et éducateur français. Il est en 2002 l'inspirateur des «Etats généraux du social » [Quoi ?]
Il participe par son action et ses écrits à la construction de l'identité de l'éducation spécialisée, du travail social et, plus largement du champ de l'Action sociale 

## Biographie
Après une enfance passée à Lille et à Amiens, il part à Montpellier en 1940 et entre dans le maquis en 1944, année de décès de son père. Il y fait ses premières expériences d'encadrement de jeunes et enfants. Licencié ès lettres, il enseigne un temps le latin à des élèves de 5° et 6°. Il rencontre sa femme Georgette en 1947. Il travaille comme éducateur dans le centre d'observation "Le Languedoc" et obtient en 1949 un diplôme d'éducateur à l'Institut régional de psycho pédagogie médico-sociale de Montpellier (IPPMS) créé par le professeur Robert Lafon.
En Algérie, de 1950 à 1958, il est successivement directeur-adjoint du centre Alfred-Binet de Douéra, puis directeur de l'aérium de la Croix-Rouge française à Chrea . Il découvre l'Algérie du pouvoir colonial et de la torture et adhère en 1957 à la SFIO. Le 13 mai 1958, il est arrêté avec sa femme et son fils et est expulsé d'Algérie sous le général Massu.  
Directeur-adjoint de l'École d'éducateurs d'Épinay-sur-Seine (1959-1961), il entre en 1961 aux CEMEA comme permanent. Il y reste jusqu'en 1974. 
Délégué régional des CEMEA dans le Nord (Lille) (1961-1963) puis délégué national à la formation des éducateurs des CEMEA (1964-1969), il adhère au PSA puis au Parti socialiste unifié (PSU) qu'il quittera pour le PS avec Michel Rocard. En 1967, il participe au groupe de réflexion autour de Bernard Lory, directeur général de l'action sociale, sur les mesures d'adaptation.
Directeur de l'école d'éducateurs de Vaugrigneuse (Essonne) (1969-1974), directeur de l'Union polyvalente d'action éducative spécialisée Hourvari au Perray (1975-1978), il crée en 1980 le Mouvement d'action éducatif et social.
Délégué permanent de l'ANEJI, Association Nationale des Éducateurs de Jeunes Inadaptés,  directeur du Centre régional pour l'enfance et l'adolescence inadaptées (CREAI) d'Ile-de-France (1983-1988), il est conseiller municipal de Meudon (Hauts-de-Seine), membre du Parti socialiste et tête de liste de 1989 à 1995. 
Il est vice-président du Conseil supérieur du travail social avec trois mandats successifs de 1993 à 2004
Il est fait chevalier de la Légion d'honneur le 30 mars 1998.

## Travaux
- L'éducateur dans l'éducation spécialisée, ESF, 1974
- Diriger autrement, Scarabée, 1982
- Le projet social dans la solidarité nationale, Scarabée, 1984. https://gallica.bnf.fr/ark:/12148/bpt6k3334338v.texteImage
- Gérer c'est aussi évaluer, Jacques Ladsous, Actif, 1985.
- Madame François, aventurière de l'éducation nationale, Jacques Ladsous, Erès, 1986.
- Janusz Korczack, Jacques Ladsous, PUF, 1992.
- Bizarres ou mal traités ? : les jeunes en difficulté : absence ou inadéquation des réponses, Jacques Ladsous, éd. CTNERHI, 196 p., 1992
- La prévention spécialisée en France : forme originale d'action socio-éducative, Jacques Ladsous (ouvrage collectif), éd. CTNERHI, 149 p., 1992.
- Pédagogues et Pédagogies, Jacques Ladsous et Janusz Korczak, PUF, 1995
- Le travail social aujourd'hui. Petite histoire de l'action sociale, Jacques Ladsous, Érès, 2004.
- Reconstruire l'action sociale, Jean-Michel Belorgey, Michel Chauvière, Jacques Ladsous, Dunod, 2006
- Profession : éducateur. de rencontres en rencontres, L'Harmattan, 2008
- L'alphabet du social, Erès, 2012